# Jean de Marville

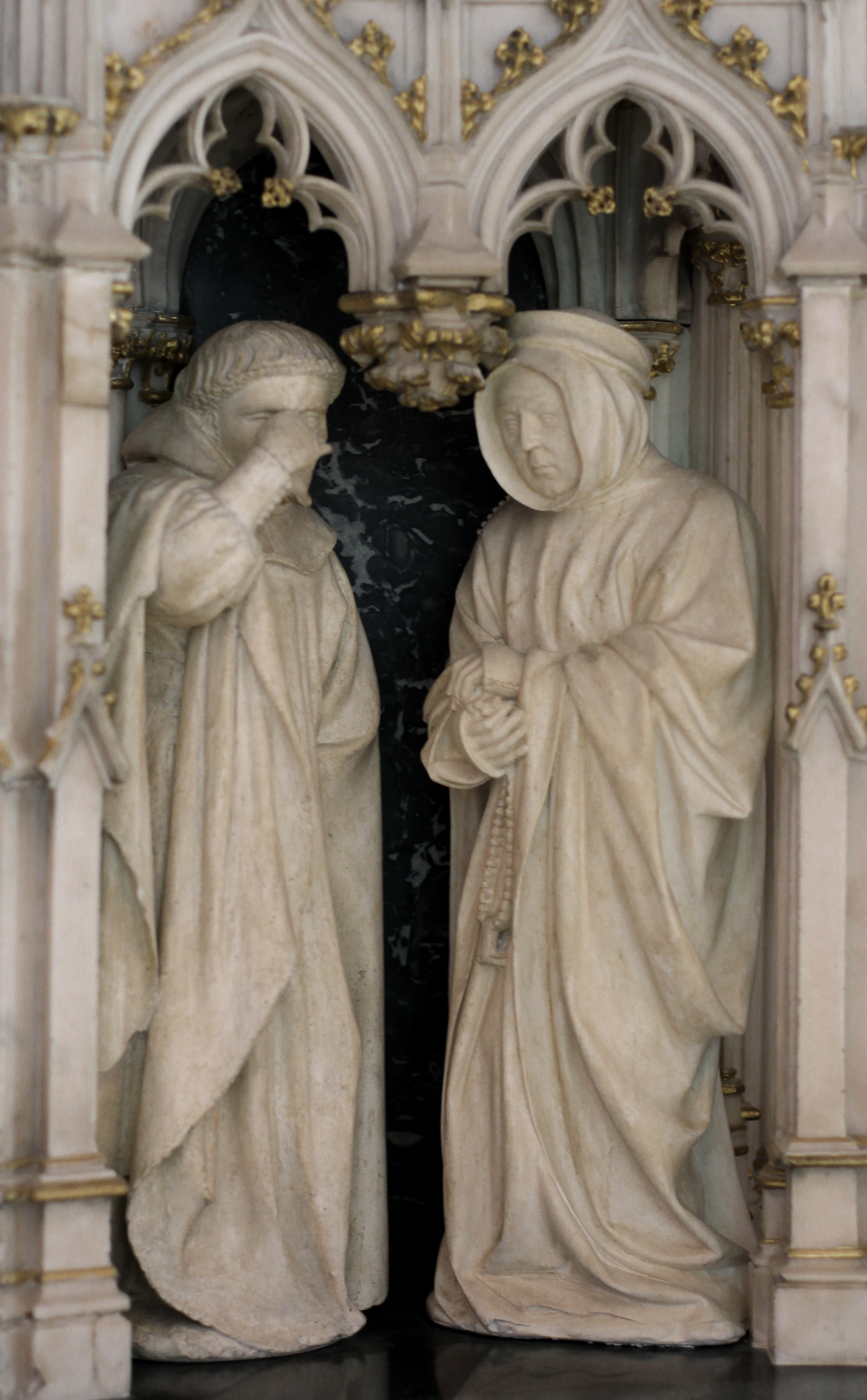
Detalle del pórtico de la Cartuja de Champmol.

Jean de Marville (muerto en julio de 1389), también denominado en los documentos de la época como Jehan de Marville, Hennequin de Marville, Jean de Menreville o Jan van Mergem, fue un escultor gótico francés activo en la segunda mitad del siglo XIV, originario del Norte de Francia o de la región del Mosa (donde se sitúa la localidad de Marville).
Hay testimonio de su actividad en Saint-Pierre de Lille en 1366 y en la catedral de Ruan en 1369.
En 1372 entró al servicio del duque de Borgoña Felipe II el Atrevido, que le destina a las obras de la Cartuja de Champmol, donde trabajará hasta su muerte. Claus Sluter le sucedió al frente de ese taller de escultores, al que también pertenecieron Claus de Werve, Jacques de Baerze, Jehan de la Huerta y Antoine le Moiturier. Aunque Jean de Marville probablemente dirigió ese taller hasta su muerte, Erwin Panofsky considera que su actividad como primer maestro de las obras que se ha preservado es relativemente escasa, debiendo atribuirse a los demás escultores la mayor parte de las obras conservadas.   

## Cronología
- 1366 : efectúa trabajos de reparación de un pilar en la collégiale Saint-Pierre de Lille (hoy desaparecida).
- 1369 : trabaja bajo la dirección de Juan de Lieja en la "tumba de las entrañas" (tombeau des entrailles) de Carlos V de Francia en la catedral de Ruan.
- 1372 : es nombrado maître imagier del duque de Borgoña,[1] Felipe el Atrevido (ymagier et valet de chambre de Monseigneur).[6]
- 1377 : un documento fechado el 27 de enero de ese año registra la compra de 26 libras de marfil para "Mainreville, tailleur de menues oeuvres". Basándose en ello, se ha atribuido a Jean de Marville una figura de marfil de la Trinidad conservada en el Museum of Fine Arts de Houston.[6]
- 1381 : Jean de Marville contrata como obrero (ouvrier) a Claus Sluter.[7]
- 1381 : Felipe el Atrevido le encarga su monumento funerario.
- 1384 : concepción del sepulcro,[7] Jean de Marville realiza las arcatures, pero la realización corre a cargo esencialmente de Claus Sluter y posteriormente de Claes van de Werve.[8]·[9]

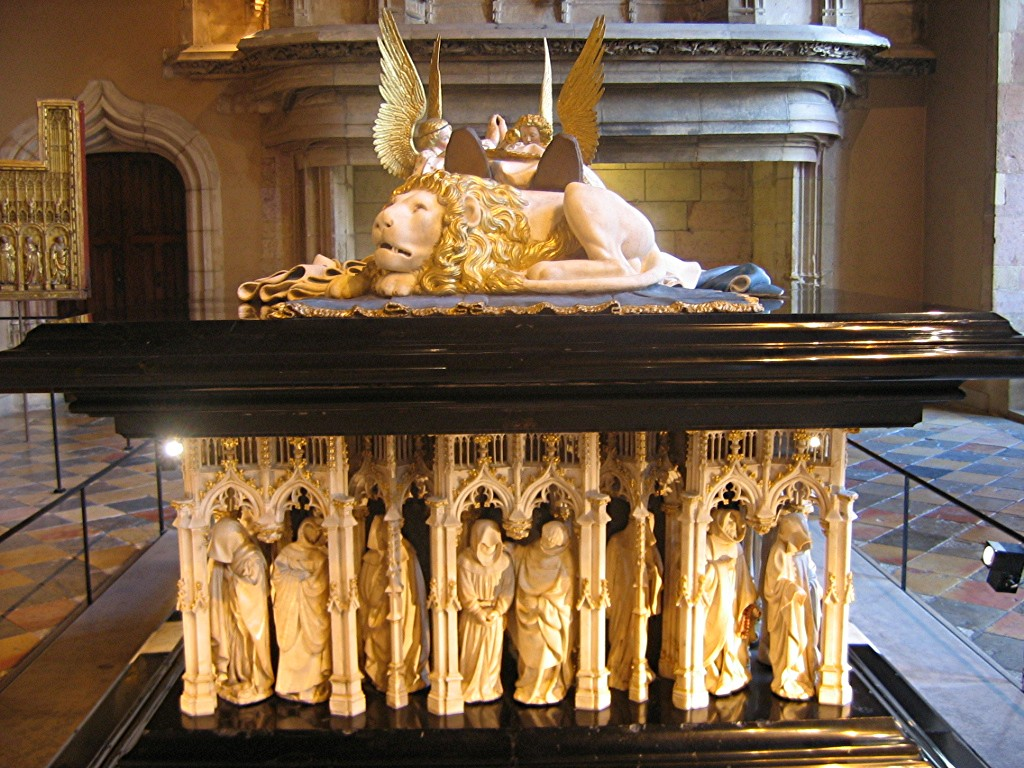
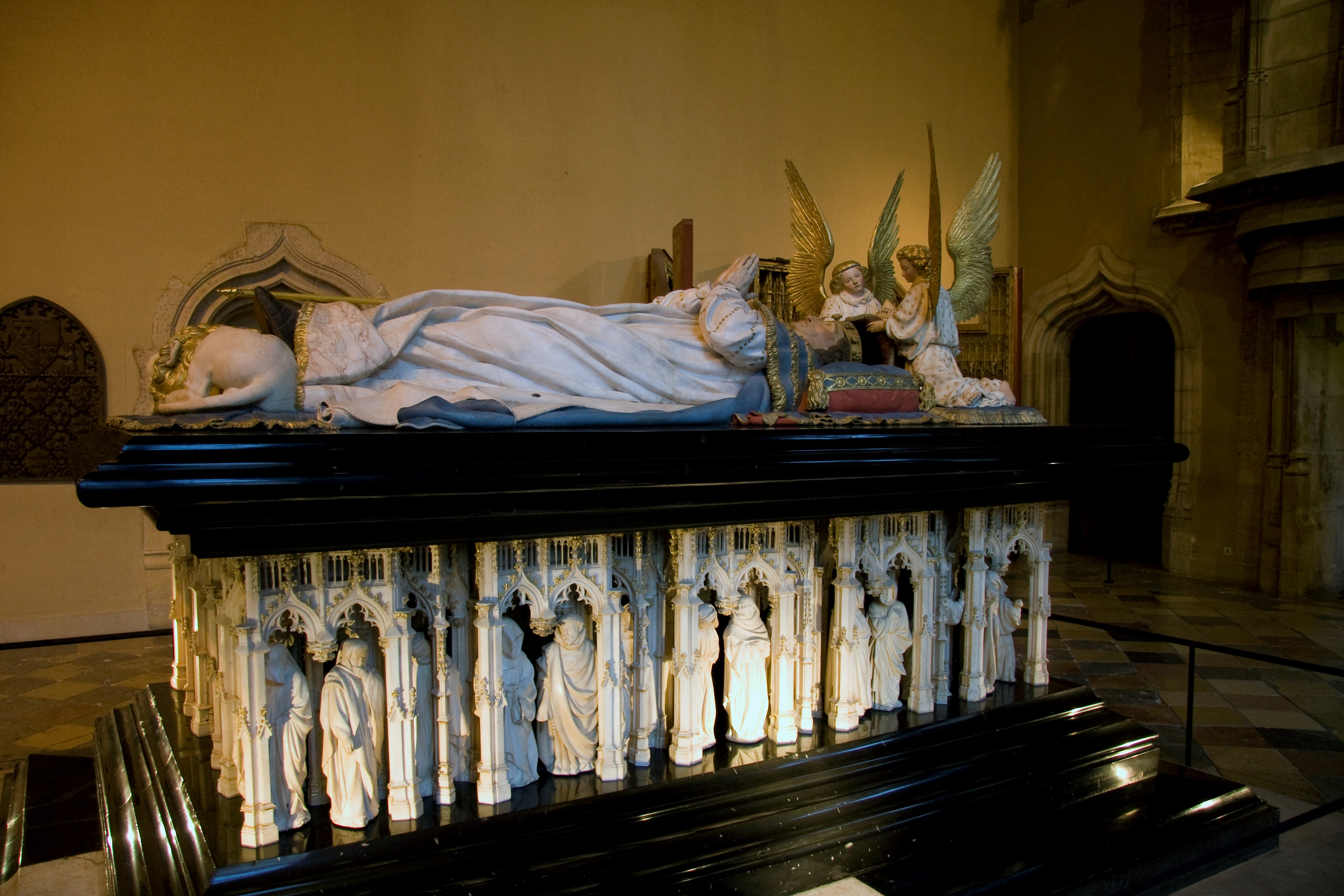
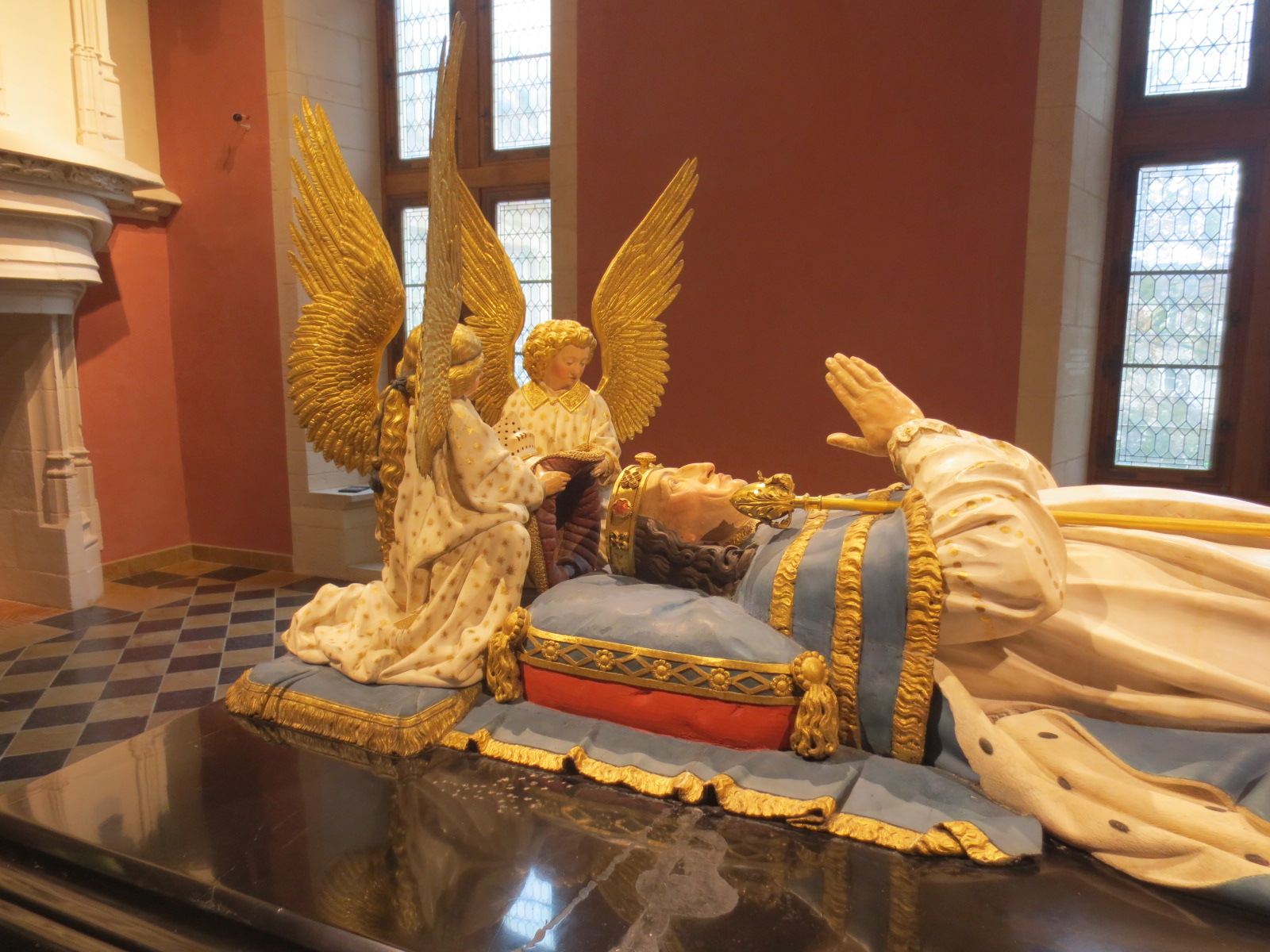

- 1388 : concepción del pórtico de la capilla de la Cartuja de Champmol con Drouet de Dammartin.[10] Claus Sluter tendrá en él la principal intervención, aunque algunos historiadores del arte atribuyen al menos una parte de las esculturas a Jean de Marville.[11]

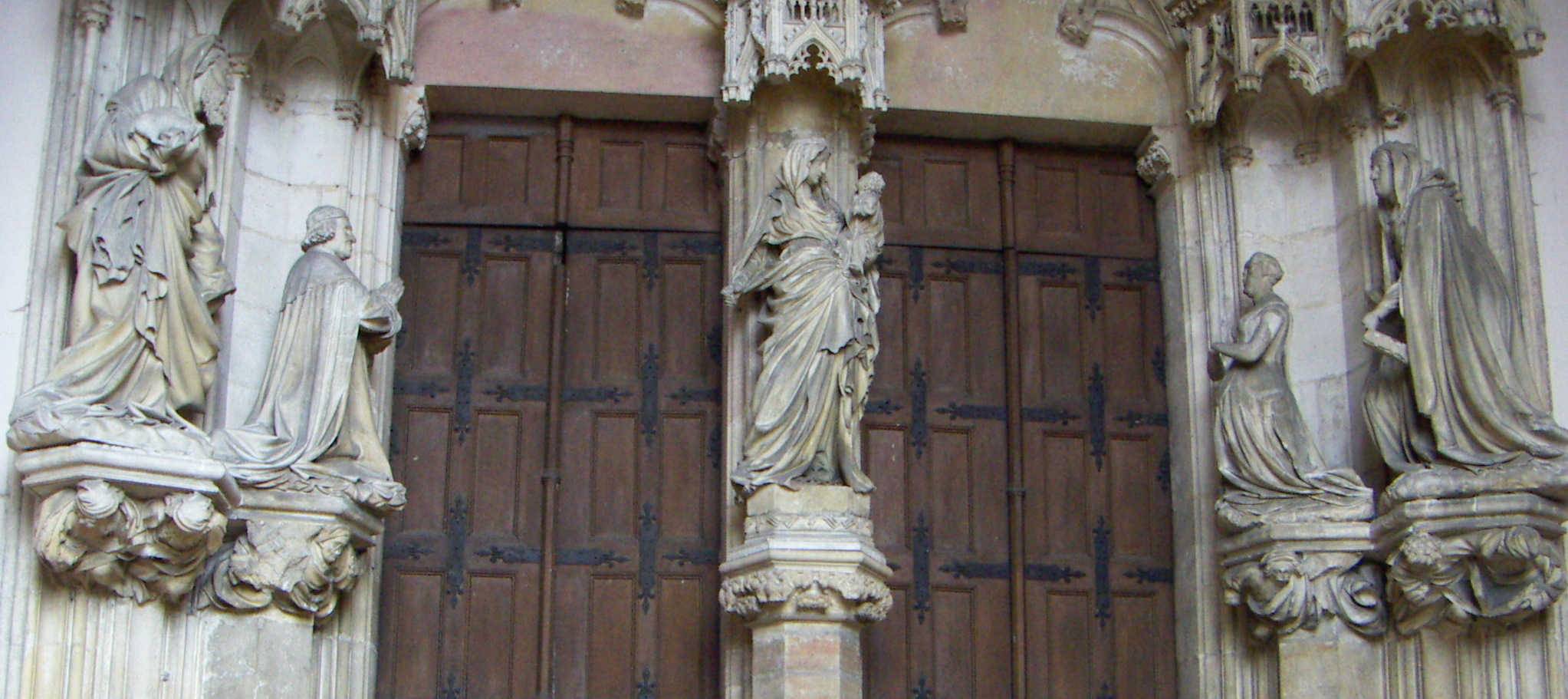
Pórtico, con los grupos atribuidos a Claus Sluter y la Virgen con el Niño en el parteluz (trumeau).